# ガレキの翔
『ガレキの翔』（がれきのショウ）は島本和彦による日本の漫画。『月刊少年キャプテン』（徳間書店）で1994年8月号から12月号まで連載された作品。高校を舞台に描かれる第1部（1話と2話）とエフコンを舞台に描かれる第2部（3話～5話）に分けられる。

## 登場人物
我零寺鬼堂 翔（がれいじきどう しょう）
主人公。第1部では高校に転校し、本物を知るために美術部に入部しようとするが拒まれたためコンペ対決をすることとなる。
水木（みずき）
美術部部長。先生の提案により、コンペ対決をすることとなる。石彫刻を得意とし、「ローリングクラッシュ」という必殺技を使い、周囲へ削った石の破片をぶつける。
修賀 レイ（しゅうが レイ）
翔の転校先のクラスメイト。テニス部に入っているが、不器用で体が硬いためレギュラーではない。ガレキを愛する翔を馬鹿にするが、自身をモデルにした本物以上のガレキが作られたことでフォームが改善される。
吉沢（よしざわ）
翔が写真部を買収して見つけたレイの隠れファン。翔以外で、第1部と第2部に登場した唯一の人物。
瓦礫 えるざ（がれき えるざ）
翔の姉。医学部教授で、翔が転移性の腫瘍を患っていることを校長に伝える。
谷 かおる（たに かおる）
美少女フィギュアのコレクター。あとがき漫画では、一度倒れ、復活後「新」谷かおるとなる予定だった事が明かされている。
浅井 果盛（あさい ぱてもり）
第2部に登場する翔のライバル。一度できたガレキとパテ盛りで再構築することを得意としている。